# Грузинський Вал
Грузинський Вал (до 1922 року — Грузинський Камер-Колезький Вал) — вулиця в Пресненському та Тверському районах Москви, проходить між Малою Грузинською вулицею і площею Тверська Застава.

## Історія
Нинішню назву вулиця отримала 7 червня 1922 року. Раніше — Грузинський Камер-Колезький Вал. Вулиця виникла на ділянці Камер-Колезького валу, що примикає до Грузинської Слободи. У XVII столітті тут було палацове село Воскресенське, в 1729 році подароване грузинському царю Вахтангу VI. Так з'явилася Грузинська слобода.

## Опис
Грузинський Вал є продовженням Пресненського Валу від Малої Грузинської. Вулиця проходить на північний схід уздовж залізниці Білоруського напрямку, праворуч до неї примикають Електричний, Грузинський та Великий Кондратьєвський провулки, закінчується на площі Тверська Застава і 2-га Брестська вулиці. На розі Грузинського Валу і площі розташована станція метро «Білоруська».

## Примітні будівлі та пам'ятки архітектури
По непарній стороні:
- № 3 — Будівельно-монтажний трест № 3.

По парній стороні:
- № 10/5 — Будинок для вдів і сиріт В. І. Фірсанової (1883, арх. М. О. Арсеньєв)
- № 10, будова 4 — банк «Акрополь»;
- № 26, будова 2 — благодійний центр «Жінки Пресні»;
- № 28/45 — молодіжний центр «Творчий розвиток особистості».

## Громадський транспорт
- Станція метро Білоруська — в кінці вулиці.
- Автобус т18, т54, 12, 116.